# Cristoforo I Torelli
Cristoforo Torelli (Guastalla, ... – Montechiarugolo, 6 marzo 1460) è stato un militare italiano, conte di Guastalla e di Montechiarugolo.

## Biografia
Figlio primogenito di Guido, conte di Guastalla e di Orsina Visconti, succedette alla morte di questi sul trono della contea di Guastalla con il fratello minore Pietro Guido.
Dopo i primi anni di reggenza della contea col fratello, i contrasti non tardarono a farsi sentire e si giunse così, nel 1456, alla suddivisione dei domini paterni: a Cristoforo spettò la Contea di Montechiarugolo e il suo castello, oltre alle signorie di Casei, Cornale, Luzzara, Castelnuovo e diverse altre proprietà nel mantovano, inaugurando così il ramo dei Torelli, conti di Montechiarugolo.
Ritiratosi a Montechiarugolo con la moglie Taddea Pio, figlia di Marco I, signore di Carpi, sposata nel 1428, praticò una vita d'arme al servizio della casata degli Sforza, duchi di Milano, dai quali nel 1456 ricevette il titolo di marchese per le proprie contee di Casei e Cornale.
Alla sua morte, avvenuta a Montechiarugolo il 6 marzo del 1460, venne sepolto a Mantova nella chiesa di San Francesco, accanto ai propri antenati.

## Discendenza
Cristoforo e Taddea ebbero numerosi figli:
- Amuratte (Amurat) (?-1482),[1] uomo d'armi, sposò Giacoma Malaspina
- Guido,[1] religioso, sposò Francesca Bentivoglio
- Alda,[1] sposò Giorgio Gonzaga di Marcantonio di Bagnolo
- Francesco,[1] uomo d'armi e capostipite del ramo di Napoli della famiglia. Sposò Margherita Orsini
- Bernardina[1], sposò Battista Fregoso, doge di Genova
- Eleonora,[1] sposò Uguccione Rangoni
- Marcantonio (?-1462),[1] successore del padre nella contea di Montechiarugolo
- Caterina (?-1530),[1] sposò Giampietro Gonzaga di Novellara
- Bianca,[1] sposò Giannantonio Pellegri
- Anastasia (?-1488),[1] sposò Gianludovico Pallavicino
- Giambattista[1]
- Giovanni Antonio,[1] condottiero al servizio degli Aragona e capostipite del ramo di Bisceglie della famiglia
- Matteo[1]
- Marsiglio (?-1489),[1] conte di Montechiarugolo
- Giacomo (?-1491),[1] condottiero al servizio degli Sforza.

## Ascendenza
|                      |                     |                           | Genitori                   |  |  | Nonni |  |  | Bisnonni        |  |  | Trisnonni       |  |
|                      |                     |                           |                            |  |  |       |  |  | Guido I Torelli |  |  | Torello Torelli |  |
|                      |                     |                           |                            |  |  |       |  |  | Guido I Torelli |  |  | Torello Torelli |  |
|                      |                     | Isabella del Carretto     |                            |  |  |       |  |  | Guido I Torelli |  |  |                 |  |
| Marsiglio Torelli    |                     |                           |                            |  |  |       |  |  | Guido I Torelli |  |  |                 |  |
|                      |                     | Eleonora Gonzaga          | Filippino Gonzaga          |  |  |       |  |  |                 |  |  |                 |  |
|                      |                     | Eleonora Gonzaga          | Filippino Gonzaga          |  |  |       |  |  |                 |  |  |                 |  |
|                      |                     | Eleonora Gonzaga          | …                          |  |  |       |  |  |                 |  |  |                 |  |
| Guido Torelli        |                     | Eleonora Gonzaga          |                            |  |  |       |  |  |                 |  |  |                 |  |
|                      |                     | Niccolò d'Arco            | Odorico d'Arco             |  |  |       |  |  |                 |  |  |                 |  |
|                      |                     | Niccolò d'Arco            | Odorico d'Arco             |  |  |       |  |  |                 |  |  |                 |  |
|                      |                     | Niccolò d'Arco            | Binia di Lavellolungo      |  |  |       |  |  |                 |  |  |                 |  |
| Elena d'Arco         |                     | Niccolò d'Arco            |                            |  |  |       |  |  |                 |  |  |                 |  |
|                      |                     | Beatrice di Castelbarco   | Aldrighetto di Castelbarco |  |  |       |  |  |                 |  |  |                 |  |
|                      |                     | Beatrice di Castelbarco   | Aldrighetto di Castelbarco |  |  |       |  |  |                 |  |  |                 |  |
|                      |                     | Beatrice di Castelbarco   | Elsbet von Eschenloch      |  |  |       |  |  |                 |  |  |                 |  |
| Cristoforo I Torelli |                     | Beatrice di Castelbarco   |                            |  |  |       |  |  |                 |  |  |                 |  |
|                      | Vercellino Visconti | Uberto "Pico" Visconti    |                            |  |  |       |  |  |                 |  |  |                 |  |
|                      | Vercellino Visconti | Uberto "Pico" Visconti    |                            |  |  |       |  |  |                 |  |  |                 |  |
|                      | Vercellino Visconti | Aldusia                   |                            |  |  |       |  |  |                 |  |  |                 |  |
| Antonio Visconti     | Vercellino Visconti |                           |                            |  |  |       |  |  |                 |  |  |                 |  |
|                      |                     | Margherita della Pusterla | Guglielmo della Pusterla   |  |  |       |  |  |                 |  |  |                 |  |
|                      |                     | Margherita della Pusterla | Guglielmo della Pusterla   |  |  |       |  |  |                 |  |  |                 |  |
|                      |                     | Margherita della Pusterla | Achilla Visconti           |  |  |       |  |  |                 |  |  |                 |  |
| Orsina Visconti      |                     | Margherita della Pusterla |                            |  |  |       |  |  |                 |  |  |                 |  |
|                      |                     | Giovanni Carcano          | Antonio Carcano            |  |  |       |  |  |                 |  |  |                 |  |
|                      |                     | Giovanni Carcano          | Antonio Carcano            |  |  |       |  |  |                 |  |  |                 |  |
|                      |                     | Giovanni Carcano          | …                          |  |  |       |  |  |                 |  |  |                 |  |
| Anastasia Carcano    |                     | Giovanni Carcano          |                            |  |  |       |  |  |                 |  |  |                 |  |
|                      |                     | …                         | …                          |  |  |       |  |  |                 |  |  |                 |  |
|                      |                     | …                         | …                          |  |  |       |  |  |                 |  |  |                 |  |
|                      |                     | …                         | …                          |  |  |       |  |  |                 |  |  |                 |  |
|                      |                     | …                         |                            |  |  |       |  |  |                 |  |  |                 |  |